# Castello di Champs-sur-Marne
Il Castello di Champs-sur-Marne (in francese: château de Champs-sur-Marne) è un edificio neoclassico situato a Champs-sur-Marne, comune francese fuori Parigi.

## Storia
Costruito per il tesoriere Charles Renouard de la Touane nel 1699, il castello nasce su progetto dell'architecte du roi Pierre Bullet e del figlio Jean-Baptiste Bullet de Chamblain, che completerà l'opera nel 1706. In seguito alla bancarotta del primo proprietario, il progetto fu finanziato da Paul Poisson de Bourvallais.
Dieci anni più tardi, Poisson finisce alla Prigione della Bastiglia per frode e il castello viene confiscato dalla corona. Nel 1718 l'edificio viene venduto alla Principessa di Conti, figlia naturale di Luigi XIV di Francia avuta dalla sua prima amante ufficiale Louise de La Vallière. Ad ogni modo, in quello stesso anno, la principessa si vede costretta a saldare un debito e vende la tenuta a suo cugino, il Duca di La Vallière. Alla morte di questi nel 1739, Champs-sur-Marne passa al figlio ed erede del duca, il celebre bibliofilo Louis César de La Baume Le Blanc, amico fidato di Luigi XV e della Marchesa di Pompadour.
Intorno al 1750, il duca aggiunge un meraviglioso salon chinois (Salone cinese) in stile rococò con affreschi del rinomato artista Christophe Huet. Al castello, Louis César invita le migliori menti dell'epoca, tra cui Diderot, Voltaire, d'Alembert e François-Augustin de Paradis de Moncrif, con cui intrattiene una fitta corrispondenza
In seguito alla costruzione del nuovo castello di Montrouge, dalla seconda metà del XVIII secolo il duca abbandona gradualmente Champs-sur-Marne. Alla fine tenta di vendere il dominio ma, non trovando acquirenti, si vede costretto a metterlo in affitto. Dal luglio 1757 al gennaio 1759 il castello è in possesso di Madame de Pompadour che versa al duca 12.000 livres tournois all'anno. La favorita del re spende in tutto 200.000 livres in meno di diciotto mesi per ristrutturare l'edificio. Nel novembre 1757 riceve il Principe di Soubise in seguito alla sua sconfitta militare nella Battaglia di Roßbach. Il castello, che non piaceva al re, viene lasciato dalla marchesa all'inizio del 1759 e venduto finalmente nel 1763 al ricco armatore Gabriel Michel de Tharon (1702-1765).
Nel 1820, Armand Santerre, nipote del generale rivoluzionario Antoine Joseph Santerre, acquista il Parco Saint-Martin attorno all'edificio. Nel 1855 il fratello Ernest Santerre compra il palazzo, che passa poi nel 1895 nelle mani del conte Louis Cahen d'Anvers. Il conte attua delle modifiche, installando delle boiseries di Germain Boffrand prese dall'Hôtel de Mayenne di Parigi, e affida ad Achille Duchêne la progettazione del parterre di giardini. In questo periodo, fanno visita a Champs-sur-Marne diversi ospiti, tra cui lo scrittore Marcel Proust. Nel 1935 il palazzo viene donato al figlio di Louis Cahen d'Anvers, Charles.
Riammodernato nel 1959 per la visita dei capi di stato dell'Unione francese, nel 1974 Champs-sur-Marne apre al pubblico, abbandonando quindi il suo utilizzo cerimoniale e formale. Da allora il palazzo è stato luogo di ambientazione di diversi film, anche di produzioni internazionali, tra cui Le relazioni pericolose del 1988 e la serie televisiva Versailles (2015-2018).
Il 26 dicembre 1999 la Tempesta Lothar ha causato ingenti danni agli alberi del parco attorno.